# ポドヴィリン
ポドヴィリン（英語: Podbyrin）は、1988年のアメリカ映画『レッドブル』（原題：Red Heat）に登場する架空の自動拳銃である。この銃を紹介する記事では、ハリウッド・イーグル（Hollywood EAGLE）、ポビリン（英語: Pobyrin）とも呼ばれる。

## 概要
『レッドブル』の作中でモスクワ市警警察官、イワン・ダンコ大尉（演：アーノルド・シュワルツェネッガー）が使用する大型の自動拳銃で、英語では「Podbyrin 9.2mm」との名称が設定されているが、ソ連において“Podbyrin(Подбырин)”の名のついた銃は実在せず、そのような名称の工廠や設計局、また銃器設計者も存在しないため、完全な架空の存在である。
『レッドブル』は、ソビエト連邦とアメリカそれぞれの刑事が主人公として登場する映画である故に「ロシアのダーティハリー」に似合う、トカレフやマカロフなどのありふれた銃よりも印象的で、同時に「ロシア風」に見えるような拳銃が必要になった。また、この拳銃はアーノルド・シュワルツェネッガーの大柄な体格にも釣り合う大型のものでなければならなかった。
監督ウォルター・ヒルの「ワルサーP38のような、しかし大きく、荒っぽい銃」（a gun that looked like the P-38, but bigger and meaner）という要望に応じ、アーモラー（映画の制作に参加する銃器専門家）のティム・ラフランス（Tim LaFrance）が、デザートイーグル拳銃を原型に制作した。原型になったデザートイーグルは、切断や溶接といった加工がスチールよりも容易なアルミニウムフレームのモデルだった。
撮影時には.357マグナム弾の薬莢から作った空砲を射撃するように改造されていたが、実弾射撃用に再改造することも可能な構造だった。ラフランスによれば、デザートイーグルを空砲射撃用に改造する場合、ガスポートの調整が最も困難な改造箇所であるという。また、特にポドヴィリンについては、全体的な形状をP-38に似せなければならないというもう1つの課題もあった。グリップ、バレルバンド、フロントサイトはいずれもP-38から複製されたものである。ヒルから打診を受けたラフランスは、一連の改造について3,000ドルを請求した。ヒルは翌日までにできるかとさらに尋ね、ラフランスは2倍の代金があればやってみせると応じたという。最終的に3丁のポドヴィリンが作られた。

## 劇中での使用
劇中では外交特権でアメリカに持ち込んだが、中盤で署長に見つかり没収された。以降はアメリカでの相棒となるアート・リジック（演：ジェームズ・ベルーシ）から私物のS&W M29を借りることになり、ダンコとリジックの間に「ダンコ大尉、おたくが今手にしてるのは世界一強力な拳銃だ」「ソ連製のポドヴィリン9.2ミリオートが世界一強力なピストルだ」という会話が交わされる。
ダンコは宿敵であるグルジア人マフィア、ヴィクトル・ロスタ（ヴィクトル・ロスタヴィリ）（演：エド・オロス）もM29で撃ち倒すが、直後に「やはり銃はソ連製が良い」と発言しており、このポドヴィリン拳銃に高い評価と信頼を寄せていることが強調されている。